# Zug der Liebe

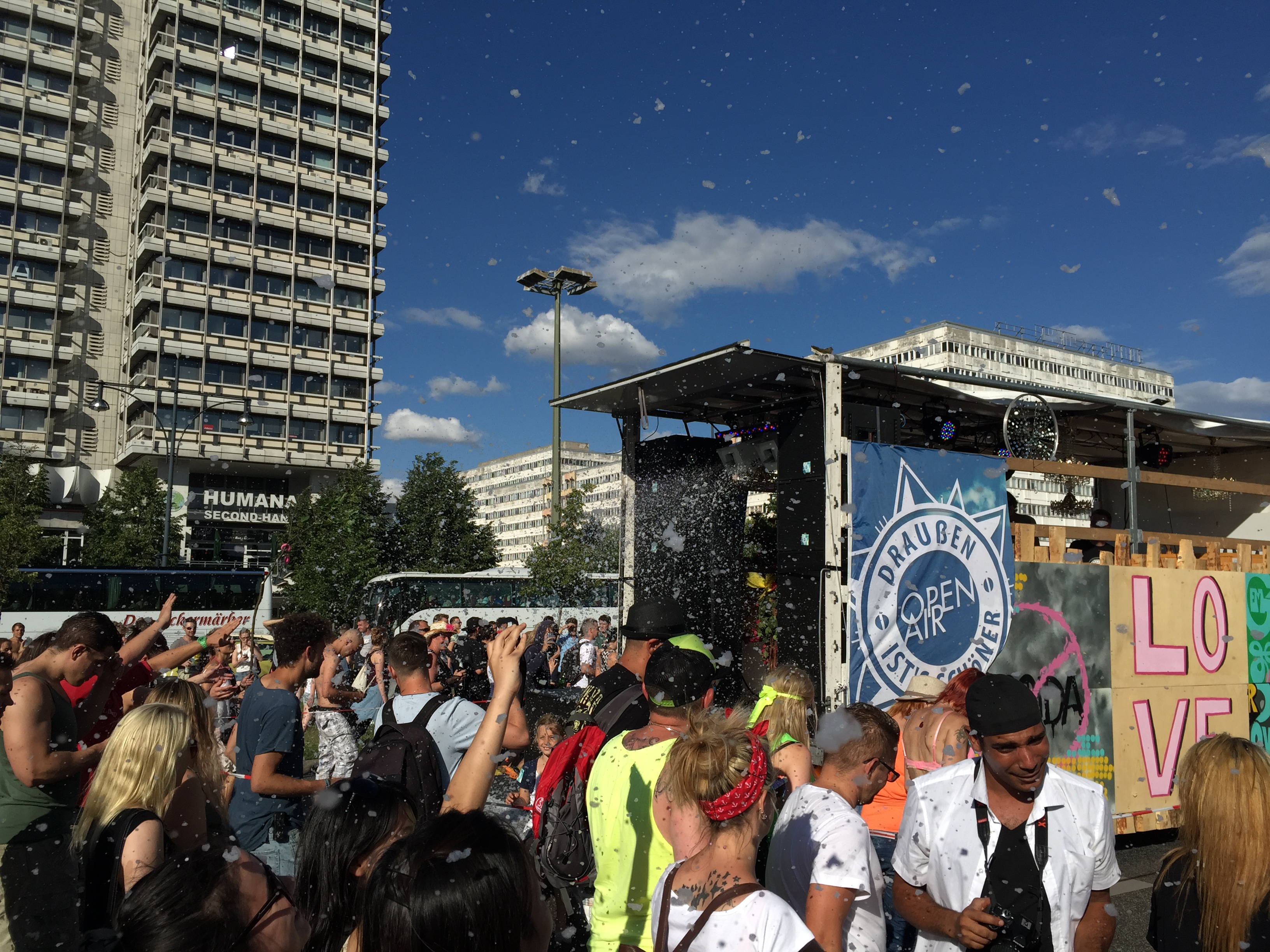
Zug der Liebe 2015 in Berlin

Der Zug der Liebe ist eine politische Demonstration, die seit 2015 in Berlin stattfindet. An der Veranstaltung nahmen in der Vergangenheit zwischen mehreren tausend und mehreren zehntausend Menschen teil.

## Beschreibung
Bei der jährlichen Demonstration sind jeweils zwischen 15 und 22 Musik-Trucks und soziale Vereine als Schirmherren vertreten. Unterstützt werden auf der Demonstration soziale Einrichtungen und gemeinnützige Kollektive, die sich in die gesellschaftliche Diskussion einbringen. Der Zusammenschluss von Veranstaltern, Musikern und Medienschaffenden ist gleichzeitig ein gemeinnütziger Verein: Zug der Liebe e.V. Das Team des Zugs setzt sich aus Martin Hüttmann, Felix Hartmann, Christian Grade, Rene Schmidt, Stefan Rosin, Heiko Jansen, David Kracht, Oliver Adolph und Jens Schwan zusammen. Die Finanzierung erfolgt nur durch Crowdfunding und private Eigenmittel.
Der erste Zug der Liebe wurde 2015 in einer Meldung der DPA „Neue Loveparade“ genannt, wovon sich die Veranstalter distanzierten. Ursprünglich war eine Demonstration mit fünf Wagen und etwa 5000 Leuten geplant, die vorrangig als Gegenpol zu aufkommenden Pegida-Märschen dienen sollte, aber in Folge des starken Interesses auf 15 Wagen und offiziell 28.000 Teilnehmer anwuchs. Im Jahr 2018 nahmen laut Polizeischätzungen mehrere tausend Teilnehmer, laut Veranstalter 50.000 Personen teil. Die Großdemonstration bekam 2018 erstmals eine Förderung vom  Musicboard Berlin und hatte den öffentlich-rechtlichen Sender Radioeins als Medienpartner.
In der Presse wurde bekannt gegeben, dass 2018 der letzte Zug der Liebe stattfinden sollte. Jürgen Laarmann, Mitveranstalter der Loveparade, schrieb dazu: „Doch das Problem ist die chronische Überlastung der Organisatoren, die mit dem wachsenden Erfolg ihres Events an die Grenzen ihres ehrenamtlichen Engagements stoßen … Rein historisch würde es der Stadt Berlin gut stehen, hier mit Geldern aus den Töpfen der Kulturförderung für Abhilfe zu sorgen.“" Im Frühjahr 2019 gab es die Entscheidung, einen 5. Zug der Liebe auf die Straße zu bringen. Das Crowdfunding für den Zug der Liebe 2019 startete am 15. März 2019.
Im Jahr 2021 nahmen am Zug der Liebe laut Schätzungen der Polizei rund 4.000 Personen teil. Da sich viele Teilnehmer nicht an die im Rahmen der COVID-19-Pandemie verhängten Hygienemaßnahmen hielten, wurde der Umzug zunächst von der Polizei gestoppt und dann vom Veranstalter vorzeitig beendet. Im Jahr 2022 nahmen laut Schätzungen der Polizei bis zu 9.000 Personen am Zug der Liebe teil.

## Ziele

### 2015
- Menschliche Lösung der europaweiten Flüchtlingsproblematik
- Erhalt von Grünflächen und eine kulturorientierte Senatspolitik
- Jugendförderung und Schutz
- Nachhaltige Stadtentwicklung ohne Armut und Gentrifizierung
- Tolerantes Zusammenleben ohne Pegida

### 2016
- Menschliche Lösung der europaweiten Flüchtlingsproblematik
- Tolerantes Zusammenleben ohne Rassismus und Rechtsextremismus
- Offene Gesellschaft ohne Armut und Diskriminierung
- Tolerantes Zusammenleben ohne AfD

### 2017
- Presse- und Meinungsfreiheit

### 2018
- Für mehr Toleranz und Nächstenliebe

### 2019
- 30 Jahre Mauerfall – Weg mit neuen Meinungsmauern

## Teilnehmende Vereine
- Berliner Obdachlosenhilfe e.V.
- Reporter ohne Grenzen
- Berlin 21
- BUNDjugend Landesverband Berlin
- Moabit hilft
- Jugend gegen AIDS e.V.
- Straßenkinder e.V.
- Dresden-Balkan-Konvoi / Seenotrettung – Mission Lifeline
- Clubcommission Berlin e.V.
- Aktionsbündnis A100 stoppen
- Berliner Tafel e.V.
- Gangway e.V. Straßensozialarbeit Berlin
- Berlin Massive e.V.
- Enjoy
- Bunte Vielfalt e.V.
- Contact
- H.A.N.F. e.V.
- Warriors
- Berlin Nazifrei
- Jugend Europäischer Volksgruppen
- Save Lake Atitlán in Guatemala
- C3S / Cultural Commons Collecting Society
- Hydra e.V.
- Berliner Tiertafel e.V.
- Roter Baum
- SchwuZ e.V.
- Sea-Watch e.V.
- Freunde des Mauerparks e.V.
- GleisBeet
- JAZ e.V.
- Motschenhöhle e.V.
- Omnibus für direkte Demokratie
- Lotenheim – Follow the white rabbit
- BLN.FM[11]
- Tierheim Berlin
- Boards without Borders
- Sage Hospital
- Karuna
- Atelier 89
- Offbeat
- Inklusion muss laut sein
- AIAS
- Freestyle
- Haus der Demokratie und Menschenrechte